# Chiesa di Santa Elisabetta (Polpenazze del Garda)
La chiesa di Santa Elisabetta è un piccolo edificio religioso situato nella frazione di Castelletto di Polpenazze del Garda.

## L'ubicazione
La giaciutura dell'edificio trae origine dalla morfologia urbana: è collocato infatti a margine della larda strada che costituisce l'elemento primario della struttura urbanistica della frazione. È il principale edificio di questo piccolo agglomerato rurale e ne costituisce il centro, accogliendo inoltre sul sagrato la fontana pubblica di Castelletto.
Amministrativamente, gran parte della frazione ricade nel comune di Polpenazze del Garda, ma l'edificio religioso, fino al 1996, rientrava fra le competenze della parrocchia di Soiano del Lago.

## La struttura
Lo spazio interno è organizzato secondo la consueta divisione tra aula e presbiterio. Le dimensioni di entrambe le parti risultano ben rapportate tra di loro. L'aula è coperta da una volta a botte, il presbiterio da una volta a vela.
Un altro e composito cornicione unifica i due ambienti e, con le sottostanti lesene angolari, rappresenta la principale decorazione architettonica dell'interno.
Un piccolo locale di sagrestia con un minuscolo deposito si aggregano lateralmente.
L'unico altare si presenta riccamente decorato, con intarsi marmorei di grande pregio. È inoltre riportata in numeri romani la datazione 1691.
Un cenno particolare deve essere rivolto alla pala d'altare, che presenta, sullo sfondo paesaggistico, quella che potrebbe essere una rarissima raffigurazione del castello di Polpenazze del Garda.
Esternamente, la chiesa si presenta con una facciata costituita da un'elaborata soluzione angolare di paraste che sostengono un timpano ribassato di scarsa coerenza stilistica.
Il portale di pietra, sovrastato da un alto finestrone, impreziosisce l'ingresso.